# 喙柱牛奶菜
喙柱牛奶菜（学名：Marsdenia oreophila）为夹竹桃科牛奶菜属的植物，是中国的特有植物。分布于中国大陆的四川、西藏、云南等地，生长于海拔3,000米的地区，多生于山谷疏密林中，目前尚未由人工引种栽培。

## 异名
- Marsdenia oreophila W. W. Smith var. glabrifolia W. T. Wang